# Niederbachem

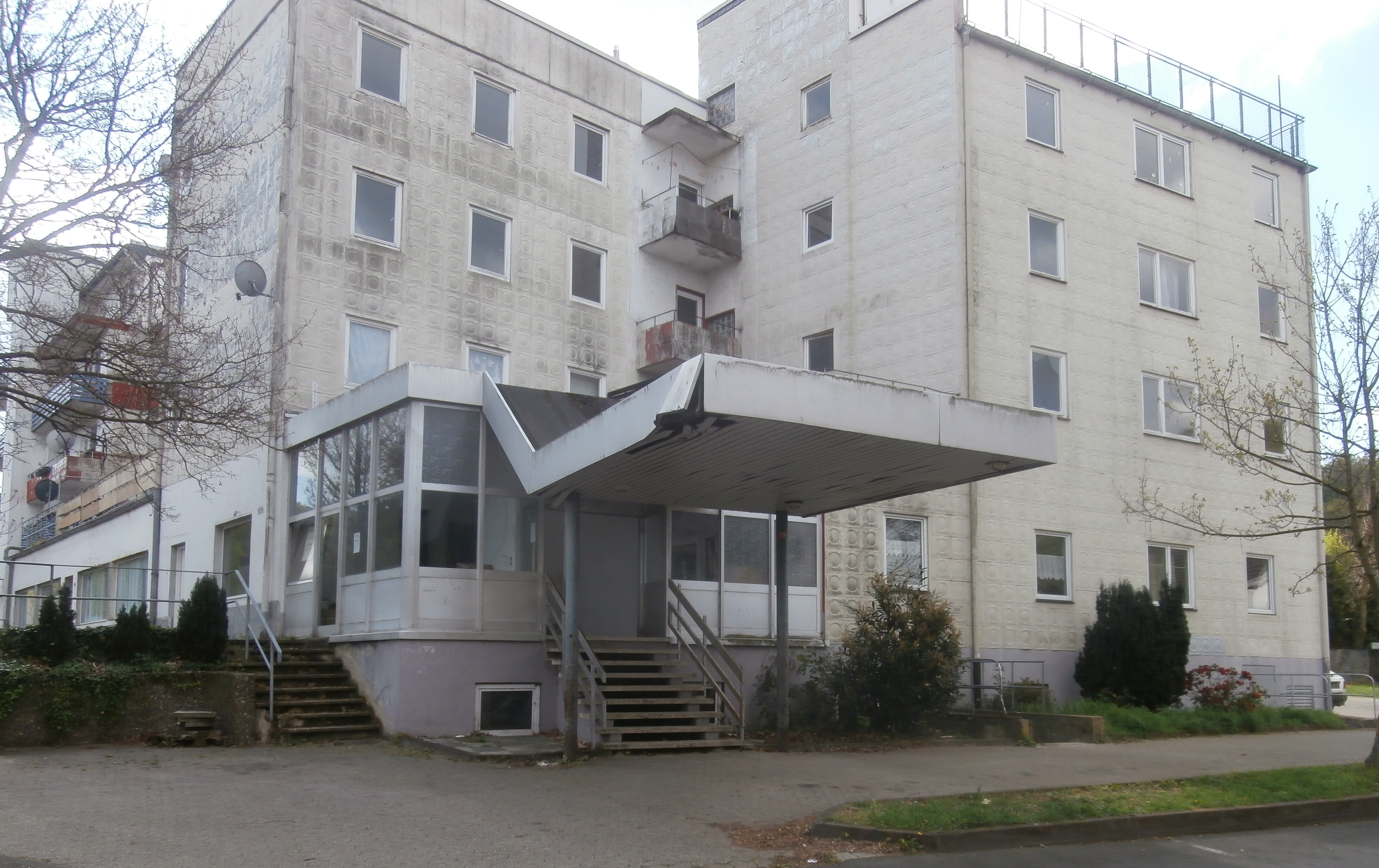
Ehemalige Botschaft der Volksrepublik China, Konrad-Adenauer-Straße 104 (2014)

Niederbachem ist eine Ortschaft in der Gemeinde Wachtberg im nordrhein-westfälischen Rhein-Sieg-Kreis. Niederbachem liegt oberhalb von Bad Godesberg auf einer Rheinterrasse zwischen Rodderberg und Dächelsberg, zwei vulkanischen Kuppen, die als Naturschutzgebiete ausgewiesen sind. Es ist mit rund 4000 Einwohnern der größte Ortsteil von Wachtberg.

## Geschichte
Niederbachem wurde in der Römerzeit besiedelt, was unter anderem durch Funde von Münzen, Ziegeln und Grabstätten belegt ist. Die erste urkundliche Erwähnung als Bachheim wird auf den 19. Juli 798 datiert. Seit etwa 1300 unterscheidet man zwischen Ober- und Niederbachem. Mit dem beginnenden Mittelalter wurde Niederbachem durch Kleinbauern, ab fränkischer Zeit bis ins 19. Jahrhundert auch durch den Weinbau geprägt. Erst Mitte des 20. Jahrhunderts schlossen die letzten Rübenkraut- und saftfabriken, deren bekanntestes Produkt der Sirup Bachemer Botter war. Die Produktion dieser Güter wurde zunehmend vom Obstbau abgelöst. Der Betrieb von Steinbrüchen war auf das 19. Jahrhundert beschränkt.
Niederbachem war lange Zeit Teil der Lehensherrschaft der Herren von Drachenfels. 1670 umfasste die Ortschaft 48 Häuser. Bis Ende des 18. Jahrhunderts gehörte Niederbachem zur Burggrafschaft Drachenfels, die als Unterherrschaft landesherrlich zum Kurfürstentum Köln gehörte. Nach dem Zweiten Weltkrieg wuchs die Bevölkerung durch Flüchtlinge aus dem Osten sowie durch die Entscheidung für Bonn als Regierungssitz der neuen Bundesrepublik Deutschland sprunghaft an, von zuvor rund 700 auf etwa 4000 Einwohner. Dabei entstand ab 1965 die sogenannte Denzinger-Siedlung, die aus mehreren terrassiert angeordneten Häuserzeilen an einem Berghang besteht und zum Zeitpunkt ihrer Errichtung als die einzige ihrer Art im Raum Bonn galt.Ursel und Jürgen Zänker: Bauen im Bonner Raum 49–69. Versuch einer Bestandsaufnahme (= Landschaftsverband Rheinland [Hrsg.]: Kunst und Altertum am Rhein. Führer des Rheinischen Landesmuseums in Bonn. Nr. 21). Rheinland-Verlag, Düsseldorf 1969, S. 50/51.
Am 1. August 1969 wurde die bis dahin eigenständige Gemeinde Niederbachem mit einer Fläche von ca. 477 ha in die neu gebildete Gemeinde Wachtberg eingegliedert. Zuvor war auch eine Eingliederung in die Stadt Bad Godesberg erwogen worden, gegen die sich der damalige Bürgermeister von Niederbachem, Luhmer, eindeutig zugunsten einer Großgemeinde des Drachenfelser Ländchens ausgesprochen hatte. Im Februar 1973 eröffnete in Niederbachem die Volksrepublik China nach Aufnahme diplomatischer Beziehungen zur Bundesrepublik Deutschland eine Botschaft am Regierungssitz Bonn, die bis 1984 in dem vormaligen Hotelgebäude Konrad-Adenauer-Straße 104 in Niederbachem untergebracht war (→ Botschaft der Volksrepublik China (Bonn)). Außerdem befanden sich in Niederbachem die Kanzleien der Botschaften von Burundi und zeitweise in den 1970er-Jahren auch diejenigen von Liberia und Ruanda (→ Liste der diplomatischen Vertretungen in Bonn).
2009 wurde die katholische Grundschule Niederbachem in eine Gemeinschaftsgrundschule umgewandelt.
2010 kämpfte Niederbachem mit starkem Hochwasser des Mehlemer Bachs infolge von Dauerstarkregen. Auch 2013 und 2016 wurde die Ortschaft von verheerendem Starkregen heimgesucht.
2013 wurden erste Überlegungen seitens der Politik und der Verwaltung für ein „Integriertes Handlungskonzept Niederbachem“ entwickelt, das 2018 beschlossen wurde. Handlungsschwerpunkte wurden besonders für den zentralen Dorfplatz an der Konrad-Adenauer-Straße, den Ortsbereich um die Kirchen, die Kindergärten an der Mehlemer Straße und die Gemeinschaftsgrundschule sowie für den Bereich am Mehlemer Bach („Bachplatz Gereonstraße“) identifiziert. Die Bauarbeiten begannen zeitversetzt 2019 und 2021. Nach Abschluss dieser Bauarbeiten in den Jahren 2021/2022 begann die Sanierung des gemeindeeigenen Gebäudekomplexes „Henseler Hof“. Ziel dieser Maßnahmen ist die Zukunftsfestigung des Gesamtgebäudes mit seinen für Niederbachem und ganz Wachtberg vielfältigen gesellschaftlichen und sozialen Mittelpunktsaufgaben. Ein besonderer Schwerpunkt dabei ist die Begrünung des Vorplatzes „Henseler Hof“.

## Wappen
| Wappen von Niederbachem | Blasonierung: „Geviert von Silber und Grün, oben rechts auf silbernem Grund in Schwarz das Kurfürstenkreuz, oben links eine Weintraube, unten rechts ein Mühlrad, unten links ein Bachlauf.“ |
| Wappen von Niederbachem | Wappenbegründung: Die UNO-Vereinsgemeinschaft ließ ein Wappen für Niederbachem entwickeln, welches auch auf einer Fahne zu sehen sein sollte. Die Zusammengehörigkeit und Verbundenheit mit der Gemeinde Wachtberg kommt durch die Grundfarbe der Fahne blau–weiß zum Ausdruck. Im Wappen selbst sieht man im oberen rechten Feld auf silbernem Grund in Schwarz das Kurfürstenkreuz. Niederbachem gehörte zum damaligen Kurfürstentum Köln. Im linken oberen Feld sieht man eine Weintraube. Ein Hinweis darauf, dass in Niederbachem Weinbau betrieben wurde. Im rechten unteren Feld ist ein Mühlrad erkennbar. Am Mehlemer Bach gab es in Niederbachem zwei Mühlen, eine an der oberen Konrad-Adenauer-Straße und eine in der Mehlemer Straße, die heute nicht mehr in Betrieb sind und zu Wohnhäusern umgebaut wurden. Im linken unteren Feld wird der Bachlauf selbst gezeigt. |

| Bannerflagge von Niederbachem |

## Naturschutzgebiet

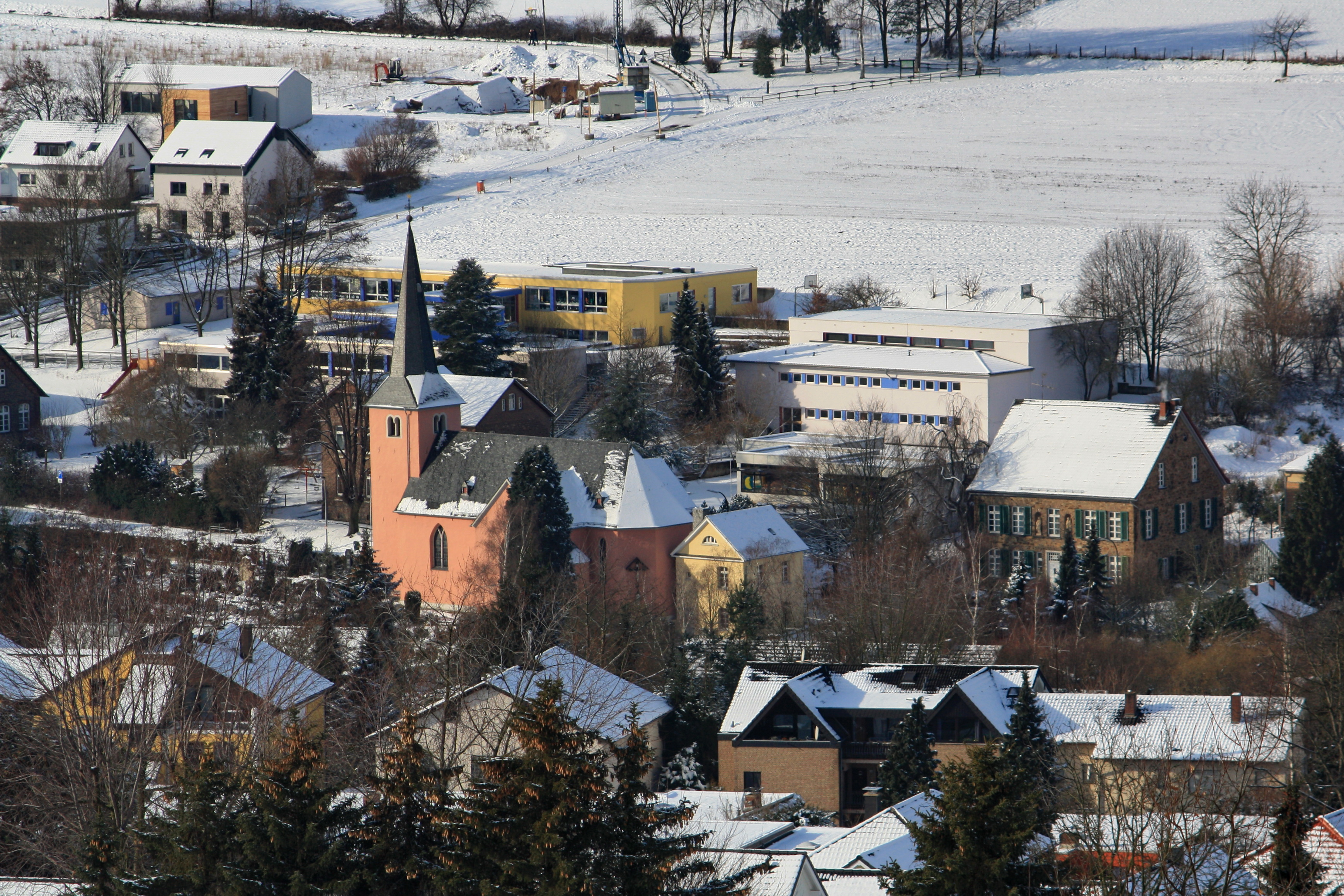
Niederbachem vom Rodderberg

Auf dem Gebiet Niederbachems liegt, an die Bundesstadt Bonn grenzend, der nordrhein-westfälische Teil des Naturschutzgebietes „Rodderberg“, das bereits 1927 eingerichtet wurde. Das 73 ha große Gelände erstreckt sich über die Landesgrenze hinweg nach Rheinland-Pfalz. Bekannt ist das in einem ehemaligen Vulkankrater entstandene Gebiet als sonnige Wärmeinsel mit arten- und blütenreichen Halbtrockenrasen und interessanter Geologie. Es ist Rückzugsgebiet für seltene Tier- und Pflanzenarten und wird gerne als Naherholungsgebiet genutzt. Von der „Windkuppe“, der höchsten Erhebung auf Niederbachemer Gebiet, kann an wettergünstigen Tagen der Kölner Dom gesehen werden. Der gut ausgebaute Rundweg auf dem Kraterrand beträgt ca. 3,7 km, beginnend an der Broichhofkapelle. Er führt auch über rheinland-pfälzer Landes- und Bonner Stadtgebiet. Dort befindet sich der Aussichtspunkt „Heinrichsblick“ mit Aussicht auf das Rheintal und das Siebengebirge. Von dort gelangt man auch zum Rolandsbogen (relativ steiler Ab- und Anstieg).

## Sehenswürdigkeiten
- Um 1000 wurde die erste Steinkirche in Niederbachem errichtet, die vorherige Holzbauten ablöste. Der Chorraum der neuen Kirche fand später Verwendung im romanischen Neubau des 12. Jahrhunderts. Auch in der Gotik wurde die Kirche umfassend verändert und erweitert, sie erhielt den Namen St. Gereon. Die letzte gründliche Renovierung fand 1998 statt. 2020 wurde in unmittelbarer Nachbarschaft der Zentralkirche ein Gemeindezentrum mit Bücherei und großem Versammlungsraum errichtet (Katholische Kirchengemeinde St. Marien).
- Die kleine Broichhofkapelle befindet sich am Westrand des Rodderbergkraters, unmittelbar an der Alleezufahrt zum Broichhof. Sie ist seit 1986 im Besitz der katholischen Kirchengemeinde Niederbachem; umfangreiche Renovierungsarbeiten erfolgten im Jahr 1990.

## Persönlichkeiten
- Hubert Zettelmeyer (1866–1930), Straßenbauunternehmer und Maschinenfabrikant, geboren in Niederbachem
- Friedrich Poske (1904–1984), Marineoffizier und Grenzschutzbeamter, bis 1979 Mitglied des Gemeinderats von Niederbachem
- Josef Rommerskirchen (1916–2010), Mitglied des Bundestages von 1960 bis 1976, lebte in Niederbachem
- Heinrich Köppler (1925–1980), Mitglied des Deutschen Bundestages und des nordrhein-westfälischen Landtages, lebte in Niederbachem
- Richard Giesen (* 1933), Diplomat, lebt in Niederbachem
- Ralph T. Niemeyer (* 1969), Autor, besuchte die Grundschule in Niederbachem
- Holger Jung (* 1971), Bürgermeister von Meckenheim, lebt in Niederbachem